# Le Vernet (Allier)
Pour les articles homonymes, voir Le Vernet.
Le Vernet est une commune française urbaine, située au sud-est du département de l'Allier, en région Auvergne-Rhône-Alpes. Elle fait partie de l'aire d'attraction de Vichy.
Ses habitants, au nombre de 1 914 au recensement de 2022, sont appelés les Vernétois et les Vernétoises, ou encore les Vernériauds et les Vernériaudes.

## Géographie

### Localisation
Situé au sud-est du département de l'Allier, le village domine la vallée de l'Allier, au sud-ouest. Il possède d'ailleurs un site d'observation : le site des Hurlevents.
Le territoire communal du Vernet est limitrophe de quatre autres communes, appartenant à la communauté d'agglomération Vichy Communauté :
| Vichy  | Cusset |        |
|        | Vernet |        |
| Abrest |        | Busset |

À vol d'oiseau, Le Vernet est située à 3,7 km au sud-est de la sous-préfecture Vichy ; à 20,3 km au sud-ouest de Lapalisse, bureau centralisateur du canton ; à 52 km au sud de Moulins, chef-lieu du département ; à 47 km au nord-est de Clermont-Ferrand ; et à 113 km à l'ouest-nord-ouest de Lyon, chef-lieu de région.

### Géologie et relief
La commune s'étend « dans la partie moyenne du val d'Allier, contre la bordure nord-est de la Limagne ».
La superficie de la commune est de 1 007 hectares (ou 10,07 km2). Le relief est accidenté : sa formation résulte de l'orogenèse des monts du Forez et de la Madeleine et de l'érosion des cours d'eau (Allier et Sichon).
L'altitude moyenne de la commune est de 410 mètres. Le point le plus bas est situé près du lieu-dit des Couteliers, au nord de la commune, à 277 mètres d'altitude ; le point le plus haut est au-dessus du hameau de Roure, au sud-est de la commune, à 502 mètres, au pied de la Montagne bourbonnaise.

### Hydrographie
La commune est traversée par le Sichon, cours d'eau de 41 km de long prenant sa source en montagne bourbonnaise et se jetant dans l'Allier (lac d'Allier), à Vichy. Elle longe la route départementale 995 et joue le rôle de frontière communale avec Cusset sur cinq kilomètres, avec deux franchissements.
La Font Fiolant prend sa source au lieu-dit Clos Belgot et suit la rue de la Jonchère pour traverser Puy-Besseau. Une canalisation a alimenté Vichy pendant cinq siècles.

### Climat
Pour des articles plus généraux, voir Climat d'Auvergne-Rhône-Alpes et Climat de l'Allier.
En 2010, le climat de la commune est de type climat océanique dégradé des plaines du Centre et du Nord, selon une étude du CNRS s'appuyant sur une série de données couvrant la période 1971-2000. En 2020, Météo-France publie une typologie des climats de la France métropolitaine dans laquelle la commune est exposée à un climat de montagne ou de marges de montagne et est dans la région climatique Nord-est du Massif Central, caractérisée par une pluviométrie annuelle de 800 à 1 200 mm, bien répartie dans l'année.
Pour la période 1971-2000, la température annuelle moyenne est de 10,9 °C, avec une amplitude thermique annuelle de 16,3 °C. Le cumul annuel moyen de précipitations est de 887 mm, avec 10,7 jours de précipitations en janvier et 7,8 jours en juillet. Pour la période 1991-2020, la température moyenne annuelle observée sur la station météorologique de Météo-France la plus proche, « Vichy-Ville », sur la commune de Vichy à 3 km à vol d'oiseau, est de 12,7 °C et le cumul annuel moyen de précipitations est de 799,6 mm,. Pour l'avenir, les paramètres climatiques de la commune estimés pour 2050 selon différents scénarios d'émission de gaz à effet de serre sont consultables sur un site dédié publié par Météo-France en novembre 2022.

### Paysages
Depuis le territoire communal du Vernet, plusieurs points d'observation permettent d'observer les communes environnantes ; le plus intéressant d'entre eux est le site des Hurlevents, à la limite avec Abrest. En revanche, les vues de ce territoire depuis l'extérieur sont limitées en raison du relief, de la végétation ou du bâti.

### Milieux naturels et biodiversité
Le territoire communal du Vernet fait partie de deux zones naturelles d'intérêt écologique, faunistique et floristique (ZNIEFF) :
- la ZNIEFF de type 1 « Côte Saint-Amand » : elle s'étend sur 136 hectares, dont 36 au Vernet (le reste étant sur le territoire communal d'Abrest). Un panorama (avec table d'orientation) offre une vue sur la plaine de la Limagne, les Combrailles et la chaîne des Puys. Cette zone est constituée de plusieurs habitats déterminants (prairies calcaires subatlantiques très sèches et lisières forestières thermophiles) ainsi que des landes à genêts, des pâtures mésophiles ou des vignobles, ainsi que d'espèces d'oiseaux telles que le pie-grièche écorcheur (Lanius collurio), le bruant jaune (Emberiza citrinella) ou le gobemouche gris (Muscicapa striata)[Rap 5] ;
- la ZNIEFF de type 1 « Vallée du Sichon à l'Ardoisière » : elle s'étend sur 788 hectares, dont 191 au Vernet. Elle est constituée d'habitats déterminants (bois de frênes et d'aulnes) ainsi que les pâtures mésophiles ou des plantations de conifères. Les espèces présentes sont : des mammifères (Rhinolophus hipposideros) et des oiseaux tels que le Pic noir (Dryocopus martius), le Milan noir (Milvus migrans) ou la Bondrée apivore (Pernis apivorus)[Rap 5].

Une petite partie du site d'intérêt communautaire des gîtes à chauves-souris, contreforts et montagne bourbonnaise (1 944 hectares) englobe une petite partie de la commune du Vernet (moins de deux hectares) ; ce site n'impacte pas la commune.

## Urbanisme

### Typologie
Au 1er janvier 2024, Le Vernet est catégorisée ceinture urbaine, selon la nouvelle grille communale de densité à 7 niveaux définie par l'Insee en 2022.
Elle appartient à l'unité urbaine de Vichy, une agglomération intra-départementale dont elle est une commune de la banlieue,. Par ailleurs la commune fait partie de l'aire d'attraction de Vichy, dont elle est une commune de la couronne,. Cette aire, qui regroupe 50 communes, est catégorisée dans les aires de 50 000 à moins de 200 000 habitants,.

### Occupation des sols

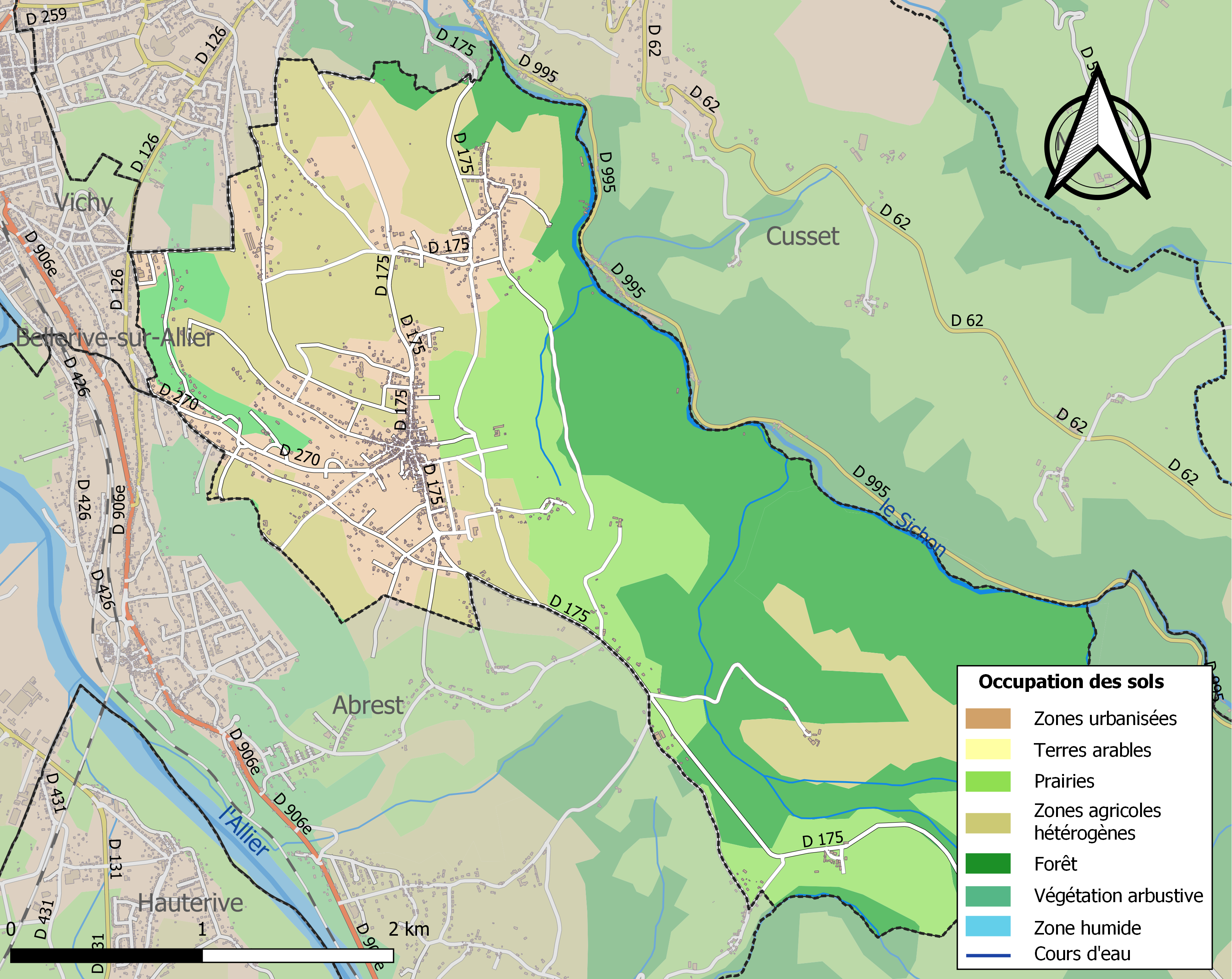
Carte des infrastructures et de l'occupation des sols de la commune en 2018 (CLC).

L'occupation des sols de la commune, telle qu'elle ressort de la base de données européenne d’occupation biophysique des sols Corine Land Cover (CLC), est marquée par l'importance des territoires agricoles (45,2 % en 2018), en diminution par rapport à 1990 (52,9 %). La répartition détaillée en 2018 est la suivante : forêts (36,8 %), zones agricoles hétérogènes (27,1 %), prairies (18,1 %), zones urbanisées (15,3 %), milieux à végétation arbustive et/ou herbacée (2,6 %).
L'IGN met par ailleurs à disposition un outil en ligne permettant de comparer l’évolution dans le temps de l’occupation des sols de la commune (ou de territoires à des échelles différentes). Plusieurs époques sont accessibles sous forme de cartes ou photos aériennes : la carte de Cassini (XVIIIe siècle), la carte d'état-major (1820-1866) et la période actuelle (1950 à aujourd'hui).

### Lieux-dits, hameaux et écarts
La commune comprend le lieu-dit Barantan, au nord, sur la route départementale (RD) 175 en direction de Cusset, ainsi que plusieurs hameaux tels que La Jonchère (au nord-ouest), Beaudechet (à l'est) ou Les Baillons (au sud-est sur la RD 175 en direction de Busset).

### Morphologie urbaine
Les voies de communication autour du Vernet reposent historiquement sur le commerce, notamment pour alimenter la ville de Vichy. Le cadastre napoléonien montre « de nombreuses parcelles lanièrées, orientées est-ouest », « découpées dans le sens de la longueur de manière à garder une exposition […] systématiquement identique ».
L'Institut national de l'information géographique et forestière (précédemment Institut géographique national, IGN) a réalisé des photographies aériennes de la commune à partir de 1946 afin de montrer l'évolution du développement urbain.

#### Le Vernet (chef-lieu)
Au sortir de la Seconde Guerre mondiale, le bourg est orienté le long des routes départementales 175 (vers Cusset, au nord) et 270 (vers Vichy, à l'ouest), avec l'église au milieu des constructions qui n'a pas « guidé l'urbanisation » mais n'est qu'une « vocation de passage affirmée de cet endroit ».
Dans les années 1970, l'urbanisation progresse le long de la route de Vichy, renforçant la vocation périurbaine de la commune.

#### Barantan
Barantan présentait en 1946 une urbanisation très limitée avec quelques maisons ; celle-ci se développe jusque dans les années 1990 en restant en lien avec la commune voisine de Cusset.

#### La Jonchère
La Jonchère, située au nord-ouest de la commune, est reliée à Cusset par la rue du même nom ainsi que par la rue de Mercurol. Ce hameau ne comptait « qu'une ou deux maisons » en 1946 ; les premières maisons isolées apparaissent dans les années 1970.

### Logement
En 2020, la commune comptait 864 logements, contre 844 en 2014 et 794 en 2009. Parmi ces logements, 90,6 % étaient des résidences principales, 1,5 % des résidences secondaires et 7,9 % des logements vacants. Ces logements étaient pour 97,3 % d'entre eux des maisons individuelles et pour 2,5 % des appartements.
La proportion des résidences principales, propriétés de leurs occupants était de 87,6 %, en hausse sensible par rapport à 2014 (87,5 %). La part de logements HLM loués vides était de 2,7 % (stable).
La commune compte plusieurs types de bâtiment :
- les maisons de bourg, « étroites, serrées, sans dépendance ni jardin », construites à partir de la fin du XIXe siècle et du début du XXe siècle. Quelques maisons à étage avec des génoises (type répandu dans le Bourbonnais) subsistent, mais beaucoup ont été détruites avec les incendies du XIXe siècle ;
- les maisons traditionnelles rurales, dans les hameaux, caractérisant la vocation agricole historique de la commune ;
- le modèle pavillonnaire, avec une organisation de l'espace variable, mais sans liens avec le bâti ancien ;
- certaines maisons sont construites en bois du fait de la proximité avec la forêt ; ce bois sert aussi en bardage.

La communauté d'agglomération Vichy Communauté a élaboré un programme local de l'habitat (PLH), approuvé le 5 décembre 2019 et valable pour la période 2020-2025, qui fixe quatre orientations (reconquête de l'habitat en centre-bourg, adaptation et diversification de l'habitat pour répondre aux besoins des habitants, promotion d'un habitat durable et performant, animation, mise en œuvre et évaluation de la politique de l'habitat). Le Vernet fait partie des pôles de proximité de l'intercommunalité, dont les besoins sont de 90 % de constructions neuves (70 % sur terrains nus et 20 % après démolition). Pour la commune, les besoins en résidences principales sont de 35 constructions neuves sur terrains nus, 10 constructions neuves après démolition et la remise sur le marché de cinq logements vacants. La consommation foncière prévue par ce PLH est de 3,5 hectares.

### Planification de l'aménagement
La loi SRU du 13 décembre 2000 a incité fortement les communes à se regrouper au sein d'un établissement public, pour déterminer les parties d'aménagement de l'espace au sein d'un schéma de cohérence territoriale (SCoT), un document essentiel d'orientation stratégique des politiques publiques à une grande échelle. La commune est incluse dans le SCoT de Vichy Communauté, approuvé sur le périmètre de l'ancienne communauté d'agglomération de Vichy Val d'Allier le 18 juillet 2013 et révisé en juin 2019.
Le plan local d'urbanisme de la commune a été approuvé le 28 septembre 2017 par le conseil communautaire de la communauté d'agglomération Vichy Communauté. Il remplace le plan d'occupation des sols approuvé le 18 juin 1991, révisé à cinq reprises et obsolète avec l'évolution de l'urbanisation de la commune et l'approbation du schéma de cohérence territoriale de l'ancienne communauté d'agglomération de Vichy Val d'Allier.

### Projets d'aménagement
Un projet de réhabilitation du centre-bourg prévoit le réaménagement de la salle Robert-Devaux, la réhabilitation de la rue de Vichy (avec piste cyclable connectée au cœur urbain de l'agglomération), de la place Marcel-Guillaumin et de quatre maisons de bourg, afin de renforcer l'attractivité de la commune, pour un montant de 2,6 millions d'euros, dont 80 % de subventions de l'État, de la région Auvergne-Rhône-Alpes, du département de l'Allier et de Vichy Communauté.

### Voies de communication et transports

#### Voies routières
La commune du Vernet est traversée par deux routes départementales la reliant aux deux principales villes de l'agglomération,. Elle n'est traversée par aucune route à grande circulation.
La route départementale 175 relie Cusset, à 4 km au nord (rue de Cusset), et Busset, à 9 km au sud (rue de Busset), en desservant le lieu-dit Barantan. Un comptage routier effectué par le département de l'Allier en 2011 relevait un trafic de 1 567 véhicules par jour à hauteur de ce lieu-dit et 392 aux Baillons (à 3 km au sud-est du centre-bourg en direction de Busset).
La route départementale 270 part de la place Marcel-Guillaumin pour descendre vers Vichy, située à 4 km au nord-ouest, avec 2 208 véhicules par jour en 2011.

Entrées d'agglomération
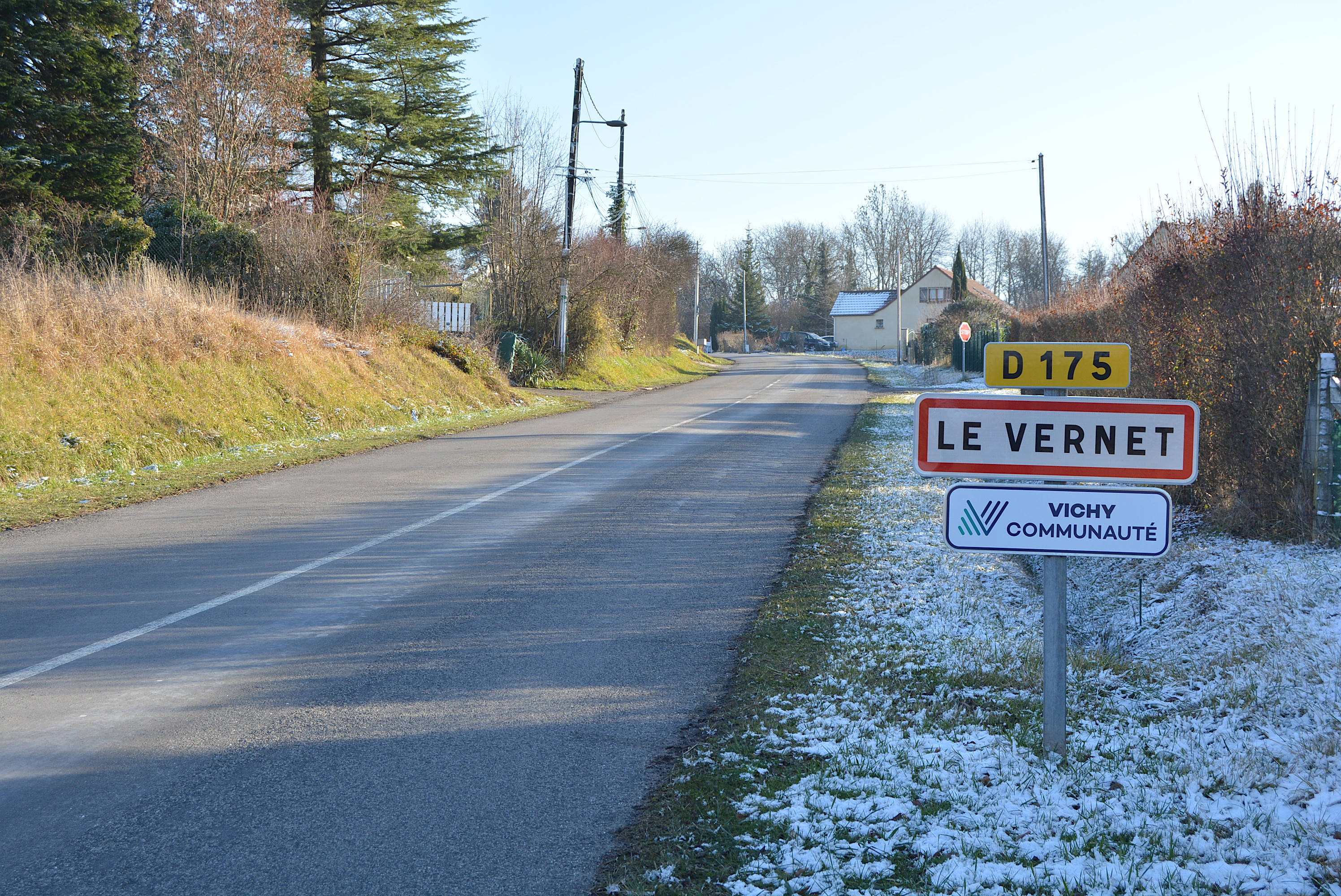
D 175 depuis Cusset.
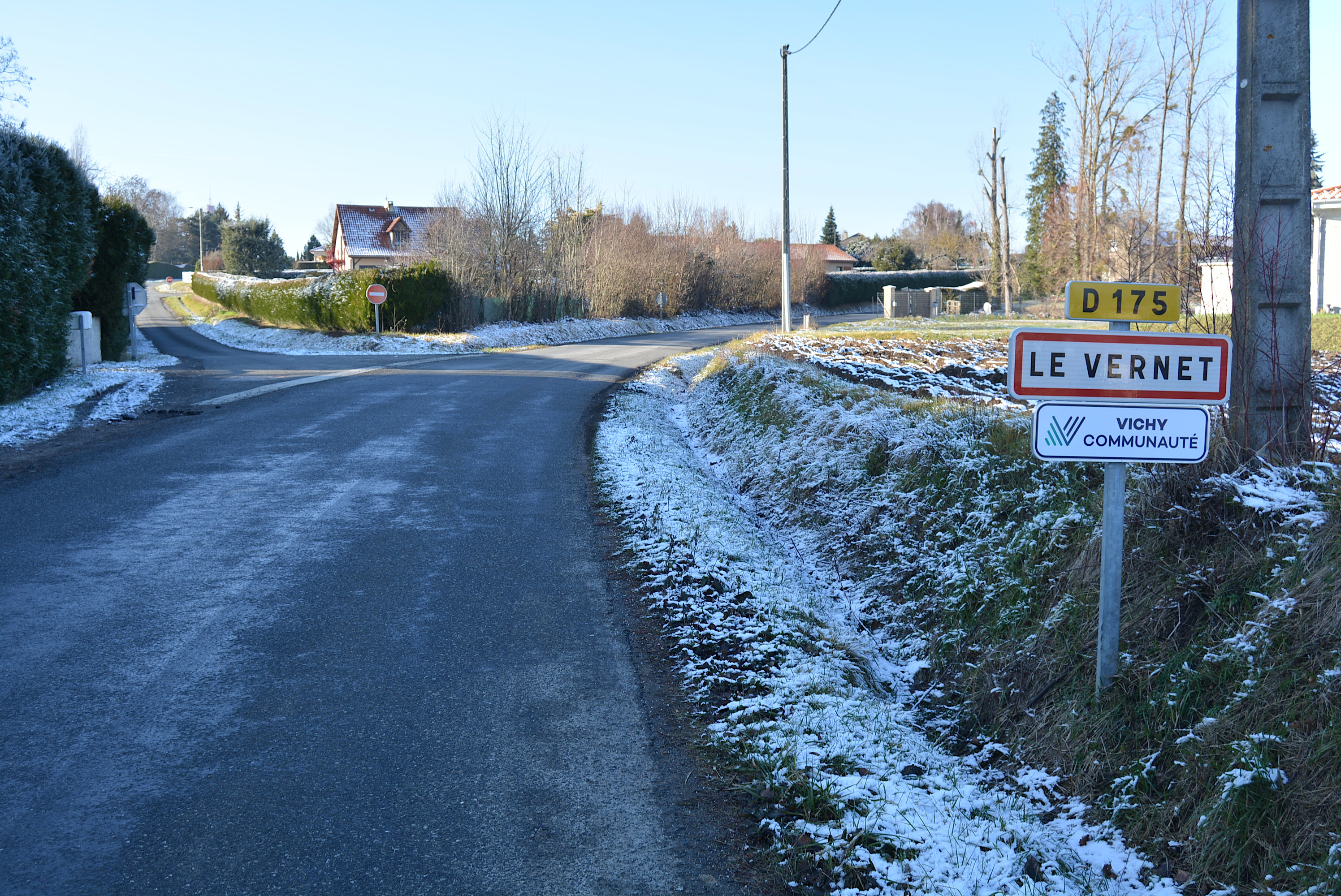
D 175 depuis Busset.
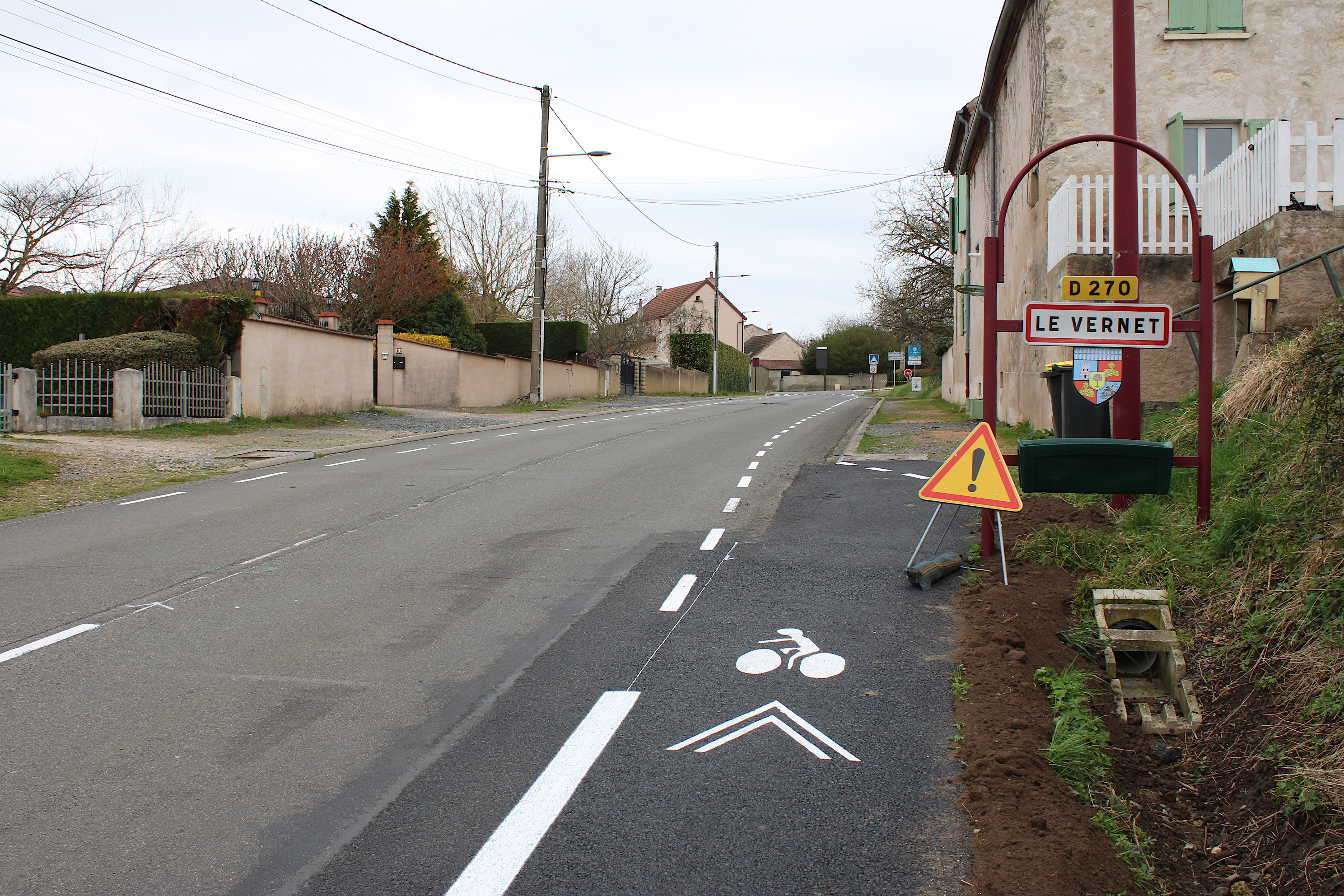
D 270 depuis Vichy.

#### Aménagements cyclables

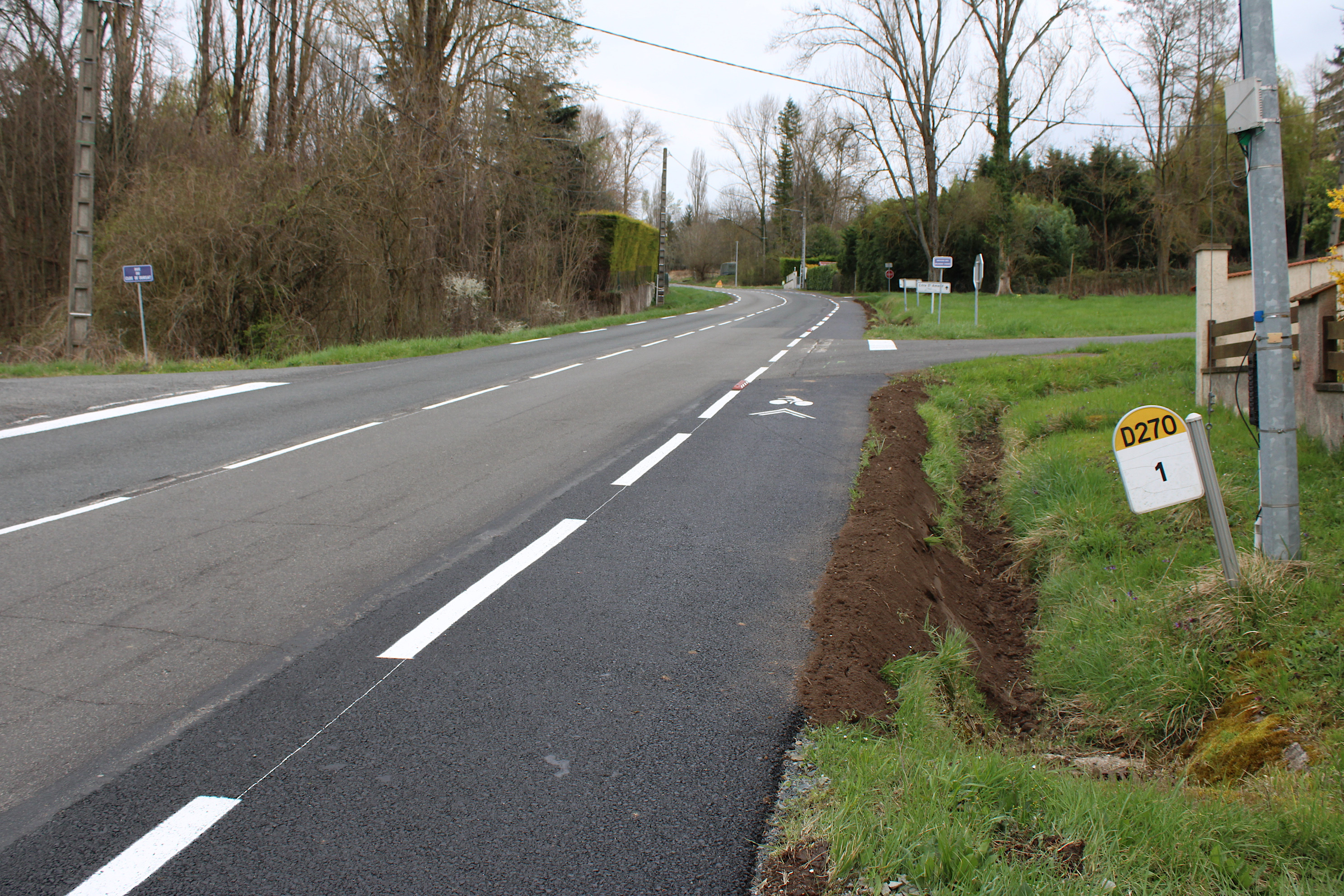
Un aménagement cyclable a été créé entre Vichy et Le Vernet en 2025.

Le profil topographique accidenté des routes menant du cœur de l'agglomération vers le bourg du Vernet rend difficile la mise en œuvre d'aménagements cyclables. Néanmoins, la commune a annoncé, dans ses vœux aux habitants en 2023, la réalisation d'un aménagement cyclable entre les Garets (quartier de Vichy) et le bourg du Vernet, livré en 2025[réf. souhaitée].

#### Transports en commun
Aucune ligne de transport en commun ne dessert la commune. Un ramassage scolaire est assuré pour les élèves se rendant dans les établissements d'enseignement secondaire de Cusset.

### Risques naturels et technologiques
Le territoire de la commune du Vernet est vulnérable à différents aléas naturels : feu de forêt, inondation, mouvement de terrain, retrait-gonflement des argiles et séisme (sismicité faible). Il est également exposé au risque technologique transport de matières dangereuses et à un risque particulier (radon). Il n'existe pas de document d'information communal sur les risques majeurs (DICRIM).

#### Risques naturels
Certaines parties du territoire communal sont susceptibles d'être affectées par le risque d'inondation, notamment le long du Sichon. La commune a été reconnue en état de catastrophe naturelle au titre des dommages causés par les inondations et coulées de boue survenues en 1982, 1990, 1999 et 2016. Un plan de prévention du risque inondation concernant les affluents de la rivière Allier a été prescrit le 12 décembre 2018 et approuvé le 1er septembre 2021.
La commune est vulnérable au risque de mouvements de terrains constitué principalement du retrait-gonflement des sols argileux. En outre, un plan de prévention des risques a été approuvé le 22 août 2008. Le retrait-gonflement des sols argileux présente un aléa important sur une grande partie des espaces habités de la commune : 16 % aléa fort (Barantan, La Jonchère, La Loue), 34 % aléa moyen (bourg) et 49 % aléa faible. Concernant les mouvements de terrain, la commune a été reconnue en état de catastrophe naturelle au titre des dommages causés par la sécheresse à trois reprises (les derniers arrêtés parus au Journal officiel concernent les événements survenus en 2003, 2018 et 2019) et par des mouvements de terrain en 1999.
La commune est aussi concernée par un risque sismique : selon la classification probabiliste de 2011, elle se situe en zone de sismicité faible (niveau 2), ainsi que ses communes limitrophes ; et par le risque feu de forêt à aléa modéré,.

#### Risques technologiques
Une canalisation de gaz naturel passe à la limite du territoire communal avec Vichy.

#### Risque particulier
Dans plusieurs parties du territoire national, le radon, accumulé dans certains logements ou autres locaux, peut constituer une source significative d'exposition de la population aux rayonnements ionisants. Toutes les communes du département sont concernées par le risque radon à un niveau plus ou moins élevé. La commune du Vernet est classée à risque important.

## Toponymie
La commune s'appelait Vernetus en 1373, provenant du substrat occitan vernet signifiant « aunaie », lui-même venant du mot gaulois verno désignant l'aune. Le Vernet fait en effet partie du Croissant, zone où les parlers de langue occitane et de langue d'oïl se rencontrent et se mélangent,. Dans le parler local Le Vernet est nommé Le Varnet.
Elle prend ensuite le nom de Levernet en 1793 puis Vernet et Le Vernet en 1801.

## Histoire
Avant 1789, la commune faisait partie de l'ancienne province du Bourbonnais issu de la seigneurie de Bourbon médiévale.
Sur le versant de la colline regardant Vichy, de la terre à craie a permis l'exploitation de la chaux à la fin du siècle dernier.
La commune faisait partie de ce que l'on a pu appeler le vignoble vichyssois : sur les coteaux du Vernet, il y avait autrefois de nombreuses vignes. On y vendangeait le saint-pierre doré, un délicieux vin blanc sec. Depuis quelques années, cette tradition est relancée et maintenue grâce au Verger du Vernet (verger conservatoire), qui chaque année vendange des parcelles replantées.
La cuvée annuelle du saint-pierre doré, est présentée au public fin avril lors de la Saint-Georges, fêtée dans les rues du Vernet, avec des animations telles que l'élection d'une miss communale, un défilé de chars ou encore un repas dansant.
Saint Georges, patron du Vernet, était invoqué pour avoir de bonnes vendanges.
Le XIXe siècle fut marqué dans l'histoire du Vernet par une série de catastrophes. Un incendie ravage presque tout le village en 1803, puis un quartier de la commune fin décembre 1840, et un troisième en mars 1857.[réf. nécessaire] Le 22 février 1879, une tempête provoque des dégâts très importants sur les plantations du Vernet, et un mois plus tard, un grand incendie parti du fournil d'un boulanger[réf. nécessaire] a détruit 23 maisons et 112 bâtiments agricoles dont un grand nombre de granges et écuries ; cet incendie était facilité par les constructions anarchiques des maisons couvertes de chaume[réf. nécessaire].

## Politique et administration

### Découpage territorial
La commune du Vernet est membre de la communauté d'agglomération Vichy Communauté, un établissement public de coopération intercommunale (EPCI) à fiscalité propre créé le 1er janvier 2017 dont le siège est à Vichy. Ce dernier est par ailleurs membre d'autres groupements intercommunaux.
Sur le plan administratif, elle est rattachée à l'arrondissement de Vichy, à la circonscription administrative de l'État de l'Allier et à la région Auvergne-Rhône-Alpes. Elle appartenait, jusqu'en mars 2015, à cinq cantons différents : Vichy (1793-1801), Cusset (1801-1892), Vichy (1892-1973), Vichy-Sud (1973-1985) et Cusset-Sud (1985-2015).
Sur le plan électoral, elle dépend du canton de Lapalisse pour l'élection des conseillers départementaux, depuis le redécoupage cantonal de 2014 entré en vigueur en 2015, et de la troisième circonscription de l'Allier pour les élections législatives, depuis le dernier découpage électoral de 2010.

### Élections municipales et communautaires

#### Élections de 2020
Le conseil municipal du Vernet, commune de plus de 1 000 habitants, est élu au scrutin proportionnel de liste à deux tours (sans aucune modification possible de la liste), pour un mandat de six ans renouvelable. Compte tenu de la population communale, le nombre de sièges à pourvoir lors des élections municipales de 2020 est de 19. Les dix-neuf conseillers municipaux sont élus au premier tour avec un taux de participation de 53,64 %, se répartissant en dix-sept sièges pour la liste du maire sortant Bernard Aguiar et deux sièges pour la liste de Thierry Prieur.
Seul un siège a été attribué à la commune au sein du conseil communautaire de la communauté d'agglomération Vichy Communauté.
Le conseil municipal, réuni le 28 mai 2020 pour réélire le maire, a désigné cinq adjoints.

#### Chronologie des maires
| Période                                  | Période                  | Identité                 | Étiquette | Qualité |
| ---------------------------------------- | ------------------------ | ------------------------ | --------- | --- |
| Les données manquantes sont à compléter. |                          |                          |           | |
| 1881                                     |                          | Jean Cornil              |           | |
| 1884                                     |                          | Gilbert Roumier Bardiaux |           | |
| 19 août 1898                             |                          | Émile Rambert            |           | |
| 1925                                     | septembre 1933           | Albert Corre             |           | |
| 1977                                     | 2001                     | Gérard Charasse          | PRG       | Député de l'Allier (1997-2017) Conseiller général du canton de Cusset-Sud (1998-2015)                                                                                                |
| 2001                                     | 28 mars 2014             | Patrick Argout           |           | Adjoint au chef des travaux du lycée de Presles |
| 28 mars 2014,                            | En cours (au 9 mai 2021) | Bernard Aguiar           | DVG       | Cadre 12e vice-président de la communauté d'agglomération Vichy Communauté chargé du développement de l'économie circulaire, du recyclage et de la gestion des déchets (depuis 2020) |

### Autres élections
Bernard Aguiar (liste DVG) a été élu au premier tour des élections municipales de 2014 avec 55,75 % des voix et obtient quinze sièges au conseil municipal dont deux au conseil communautaire ; Marc Voitellier (liste DVD) a été battu avec 44,24 % des voix et obtient les quatre sièges restants au conseil municipal. Près de trois électeurs sur quatre (75,12 %) ont voté.
Aux élections départementales de 2015, le binôme Martine Arnaud - Jacques de Chabannes, élu dans le canton de Lapalisse, a recueilli 48,43 % des suffrages exprimés. 58,58 % des électeurs ont voté (843 votants sur 1 439 inscrits).

## Équipements et services publics

### Eau, assainissement et déchets
La gestion de l'eau potable est assurée par la communauté d'agglomération Vichy Communauté, qui exerce de plein droit la compétence eau depuis le 1er janvier 2020, et qui se substitue au syndicat intercommunal à vocation multiple (SIVOM) de la Vallée du Sichon.
L'assainissement collectif est géré par Vichy Communauté. Les eaux usées arrivent à la station d'épuration de Vichy-Rhue, à Creuzier-le-Vieux.
Le SICTOM Sud Allier assure la compétence « gestion des déchets » sur le territoire communal, contrairement aux communes de Vichy, Cusset et Bellerive-sur-Allier où elle est assurée par Vichy Communauté. Les déchèteries les plus proches sont à Saint-Yorre (gérée par le SICTOM) et à Cusset (gérée par Vichy Communauté).

### Enseignement

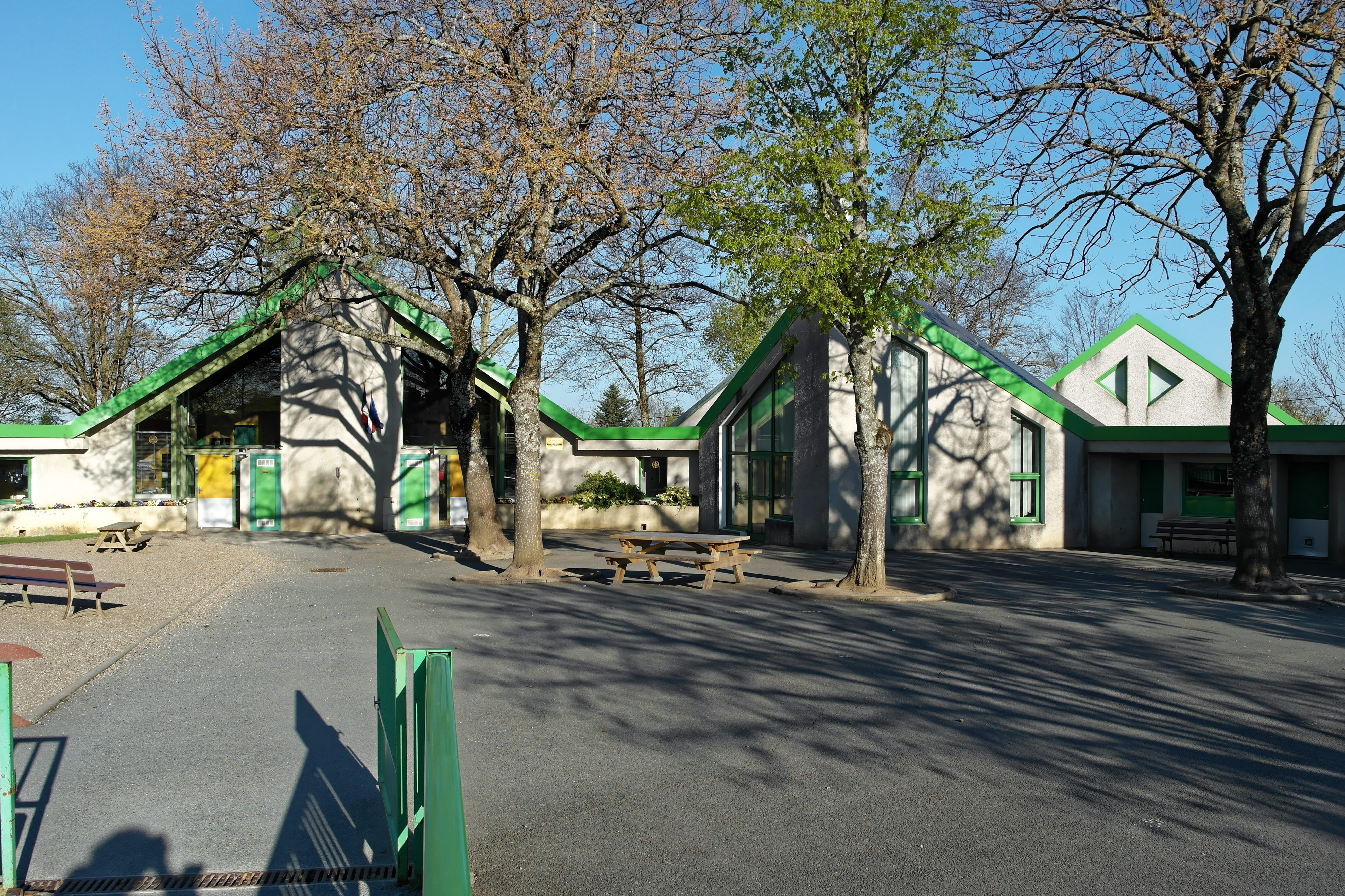
Vue de l'intérieur de l'école Marcel-Guillaumin.

Le Vernet dépend de l'académie de Clermont-Ferrand. Elle gère l'école élémentaire publique Marcel-Guillaumin, située rue de Busset.
Les élèves poursuivent leur scolarité à Cusset, conformément à la carte scolaire en vigueur dans le département, au collège Maurice-Constantin-Weyer, puis au lycée Albert-Londres, pour les filières générales et technologiques.

### Santé
Le centre hospitalier Jacques-Lacarin, situé à Vichy, le plus proche du Vernet, assure les urgences.

### Justice
La commune dépend de la cour administrative d'appel de Lyon, de la cour d'appel de Riom, du tribunal administratif de Clermont-Ferrand, du tribunal de proximité de Vichy et des tribunaux judiciaire et de commerce de Cusset.

## Population et société

### Démographie
Les habitants de la commune sont appelés les Vernétois et les Vernétoises, ou encore les Vernériauds et les Vernériaudes.

#### Évolution démographique
L'évolution du nombre d'habitants est connue à travers les recensements de la population effectués dans la commune depuis 1793. Pour les communes de moins de 10 000 habitants, une enquête de recensement portant sur toute la population est réalisée tous les cinq ans, les populations de référence des années intermédiaires étant quant à elles estimées par interpolation ou extrapolation. Pour la commune, le premier recensement exhaustif entrant dans le cadre du nouveau dispositif a été réalisé en 2005.

En 2022, la commune comptait 1 914 habitants, en évolution de −0,93 % par rapport à 2016 (Allier : −1,38 %, France hors Mayotte : +2,11 %).
| 1793  | 1800 | 1806 | 1821  | 1831  | 1836  | 1841  | 1846  | 1851  |
| ----- | ---- | ---- | ----- | ----- | ----- | ----- | ----- | ----- |
| 1 410 | 889  | 931  | 1 056 | 1 072 | 1 119 | 1 050 | 1 087 | 1 060 |

| 1856  | 1861  | 1866  | 1872  | 1876  | 1881 | 1886 | 1891 | 1896 |
| ----- | ----- | ----- | ----- | ----- | ---- | ---- | ---- | ---- |
| 1 019 | 1 089 | 1 058 | 1 033 | 1 037 | 981  | 984  | 992  | 981  |

| 1901 | 1906 | 1911 | 1921 | 1926 | 1931 | 1936 | 1946 | 1954 |
| ---- | ---- | ---- | ---- | ---- | ---- | ---- | ---- | ---- |
| 902  | 886  | 784  | 592  | 643  | 670  | 642  | 578  | 725  |

| 1962 | 1968 | 1975 | 1982  | 1990  | 1999  | 2005  | 2006  | 2010  |
| ---- | ---- | ---- | ----- | ----- | ----- | ----- | ----- | ----- |
| 771  | 883  | 985  | 1 175 | 1 430 | 1 585 | 1 743 | 1 751 | 1 909 |

| 2015  | 2020  | 2022  | - | - | - | - | - | - |
| ----- | ----- | ----- | - | - | - | - | - | - |
| 1 926 | 1 906 | 1 914 | - | - | - | - | - | - |

#### Pyramide des âges
En 2021, le taux de personnes d'un âge inférieur à 30 ans s'élève à 27,0 %, soit en dessous de la moyenne départementale (29,0 %). De même, le taux de personnes d'âge supérieur à 60 ans est de 33,1 % la même année, alors qu'il est de 35,6 % au niveau départemental.
En 2021, la commune comptait 925 hommes pour 988 femmes, soit un taux de 51,65 % de femmes, légèrement inférieur au taux départemental (52,03 %).
Les pyramides des âges de la commune et du département s'établissent comme suit :
| Hommes | Classe d’âge | Femmes |
| ------ | ------------ | ------ |
| 1,0    | 90 ou +      | 3,5    |
| 8,9    | 75-89 ans    | 9,5    |
| 21,0   | 60-74 ans    | 22,1   |
| 24,6   | 45-59 ans    | 23,2   |
| 15,9   | 30-44 ans    | 16,3   |
| 11,0   | 15-29 ans    | 8,8    |
| 17,7   | 0-14 ans     | 16,5   |

| Hommes | Classe d’âge | Femmes |
| ------ | ------------ | ------ |
| 1,2    | 90 ou +      | 3      |
| 10     | 75-89 ans    | 13,4   |
| 21,3   | 60-74 ans    | 22     |
| 20,6   | 45-59 ans    | 19,6   |
| 15,7   | 30-44 ans    | 15     |
| 15,6   | 15-29 ans    | 12,9   |
| 15,7   | 0-14 ans     | 14     |

### Sports

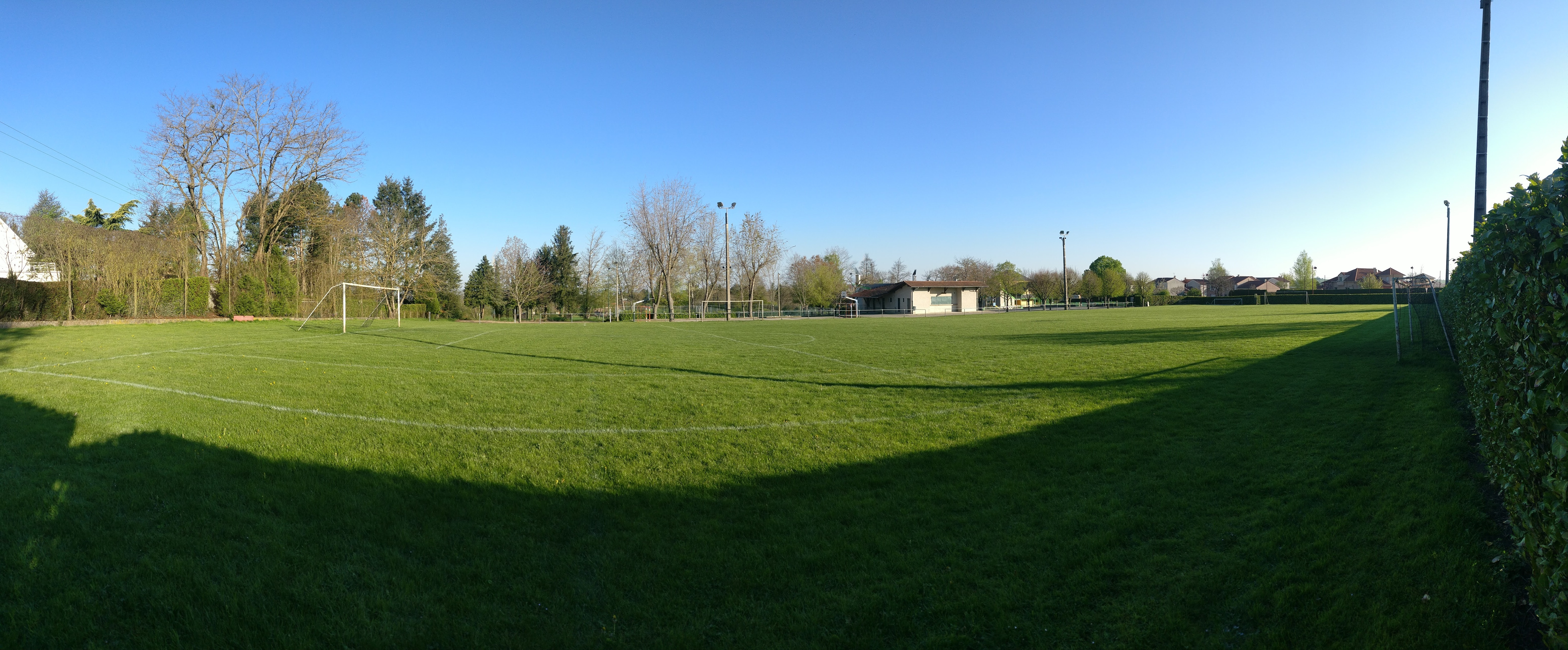
Vue panoramique du stade de football du Vernet.

Il existe un terrain de football et un terrain de tennis, en accès libre depuis 2008.
Elle a obtenu le label « Terre de Jeux 2024 » en juillet 2020, afin de montrer l'action sportive de la commune et de ses habitants en vue des Jeux olympiques et paralympiques de Paris qui ont lieu en 2024,.
Le Vernet a accueilli une étape du Paris-Nice 2023. Le 8 mars, la 4e étape (Saint-Amand-Montrond – La Loge des Gardes) est passée par la commune, avec l'ascension de la côte du Vernet classée en 3e catégorie,.

### Médias

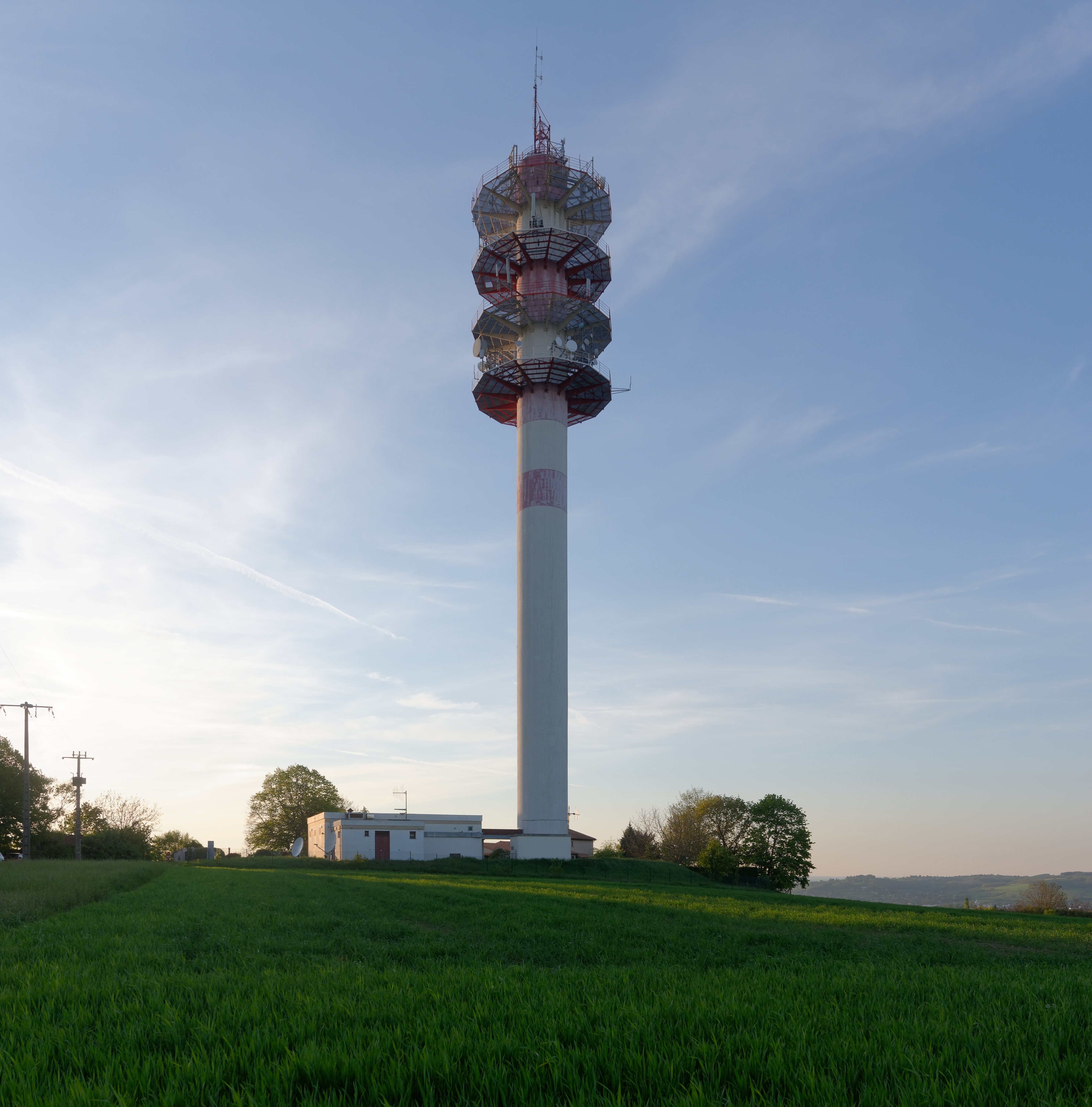
Tour de télécommunications.

La tour de télécommunications, d'une hauteur de 95 mètres et construite vers 1975, domine l'agglomération de Vichy. Elle assure la diffusion de quelques radios nationales en FM, comme RTL, Europe 1, RFM, RMC, ainsi que des radios locales.
La diffusion de la télévision est assurée par l'émetteur TDF de Cusset. Les foyers peuvent recevoir France 3 Auvergne.

## Économie

### Emploi
En 2020, la population âgée de 15 à 64 ans s'élevait à 1 076 personnes, parmi lesquelles on comptait 77,5 % d'actifs dont 71,5 % ayant un emploi et 6,0 % de chômeurs.
On comptait 251 emplois dans la zone d'emploi. Le nombre d'actifs ayant un emploi résidant dans la zone étant de 784, l'indicateur de concentration d'emploi est de 32,0 %, ce qui signifie que la commune offre moins d'un emploi par habitant actif.
671 des 784 personnes âgées de quinze ans ou plus (soit 85,6 %) sont des salariés. Seuls 9,9 % des actfis travaillent dans la commune de résidence.

### Entreprises et commerces
Au 31 décembre 2020, Le Vernet comptait 103 unités légales, dont 31 du secteur de la construction, 22 dans le commerce de gros et de détail, les transports, l'hébergement ou la restauration, et 15 dans les activités spécialisées, scientifiques et techniques ou les activités de services administratifs et de soutien, ainsi que 107 établissements.
Il n'existait ni hôtel, ni camping, ni aucun autre hébergement collectif au 1er janvier 2023.

#### Agriculture
Au recensement agricole de 2010, la commune comptait quatre exploitations agricoles. Ce nombre est en nette diminution par rapport à 2000 (9) et à 1988 (24).
La superficie agricole utilisée sur ces exploitations est de 38 hectares en 2010. Ce nombre est en forte diminution par rapport à 1988 (345 ha). Le nombre et la superficie d'exploitations individuelles n'est pas diffusé en raison du secret statistique (sauf pour 1988 : 21 exploitations et 240 ha) ; par ailleurs il semble ne pas exister de GAEC.

## Culture locale et patrimoine
Le Vernet a donné son nom à l'Académie du Vernet, créée en 1948 par Marcel Guillaumin, Maurice Constantin-Weyer, Paul Devaux et quelques autres, « parce que, à côté de Vichy où, dans un feu d'artifice cosmopolite, la confusion des valeurs nargue le ridicule, le Vernet signifie la simplicité naturelle ».

### Lieux et monuments

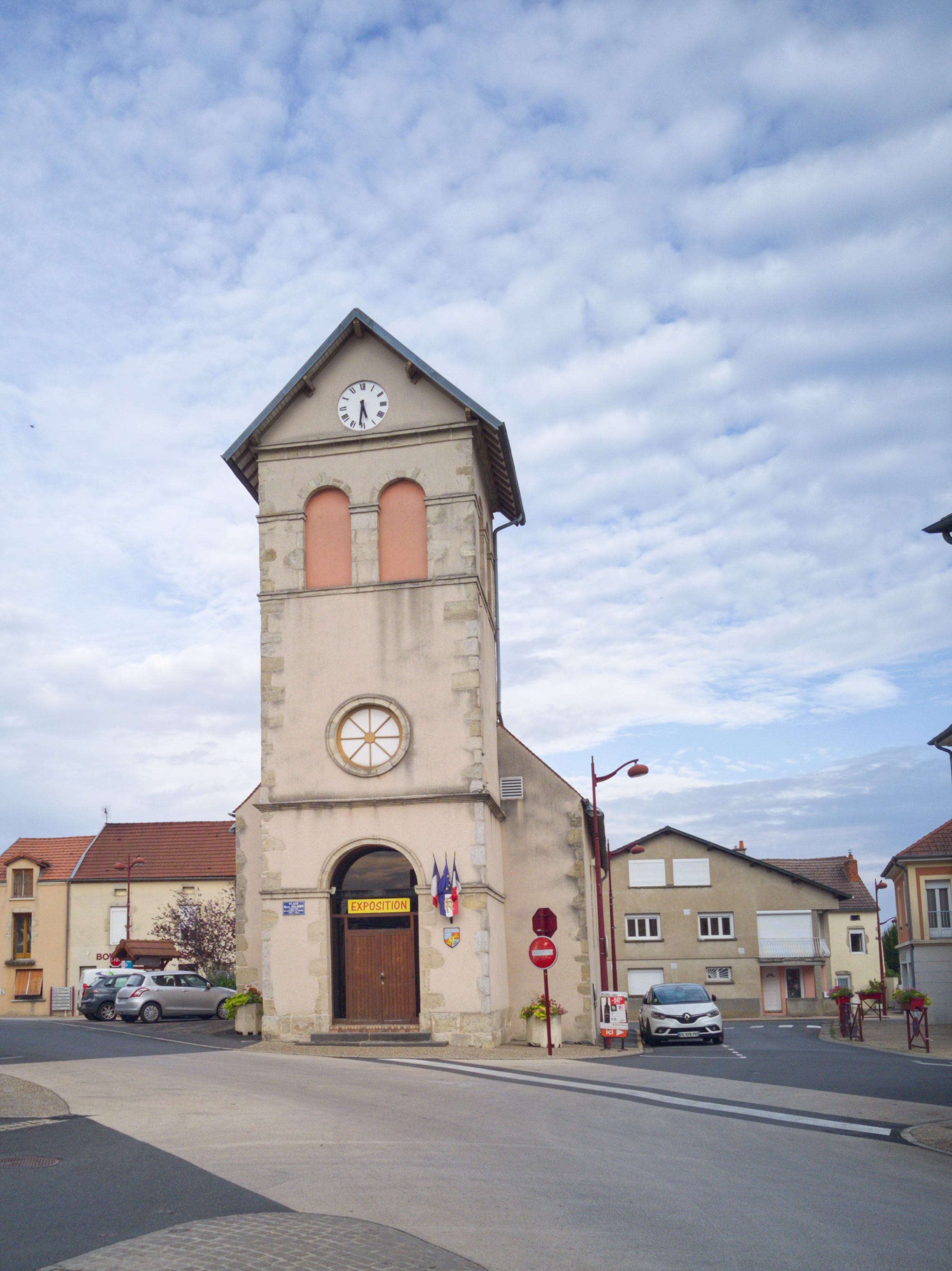
L'église Saint-Georges.

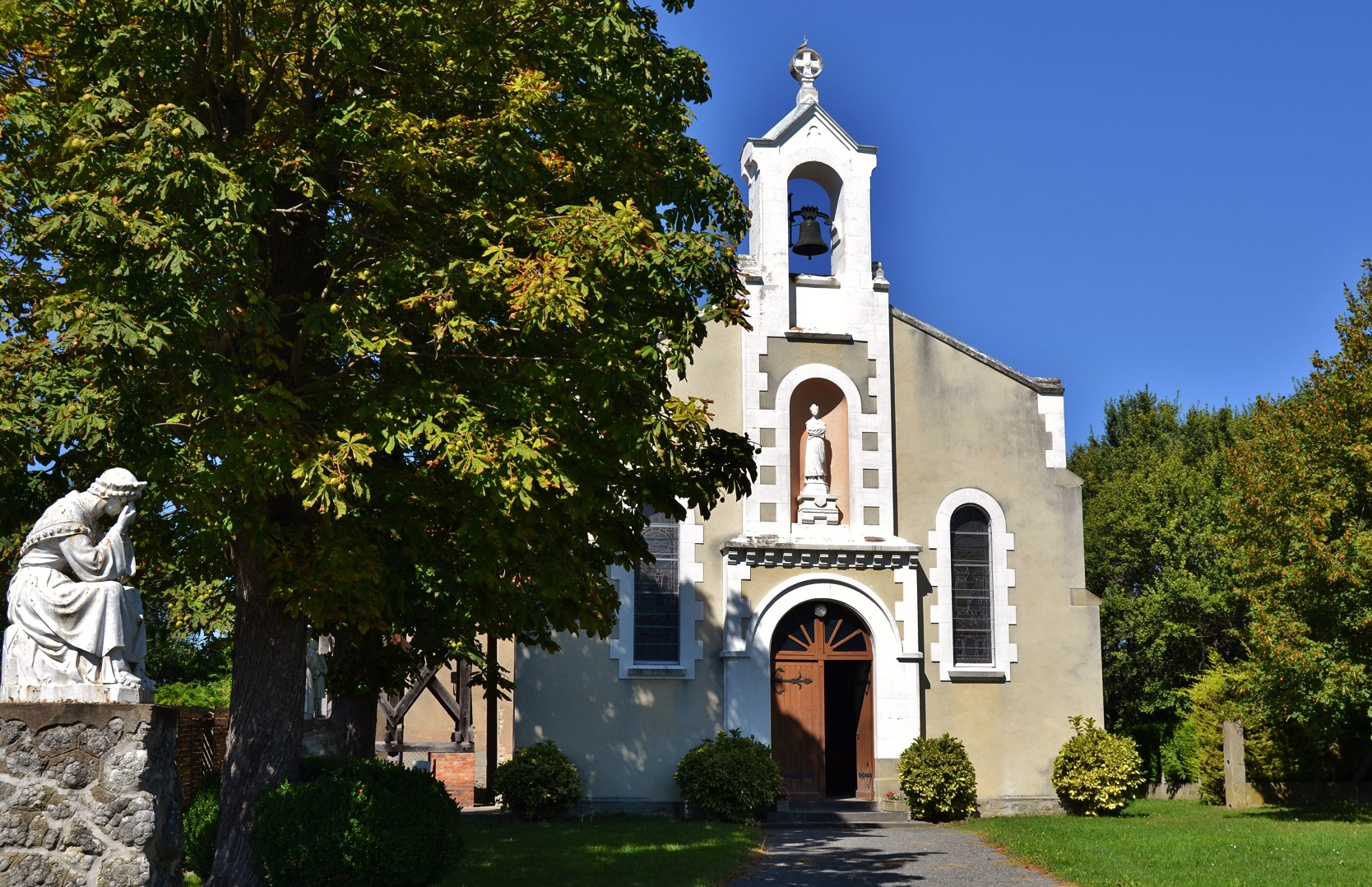
Chapelle Notre-Dame-de-la-Salette.

Il n'existe, sur le territoire communal, aucun édifice protégé aux monuments historiques.
L'église Saint-Georges, qui dépendait de la paroisse de Clermont, est reconstruite en 1763 ; désaffectée en 1930, elle est reconvertie en salle des fêtes. La statue XVIIe siècle, située dans l'église, est classée aux monuments historiques au titre objet en 1938.
La chapelle Notre-Dame-de-la-Salette est construite en 1911. Son accès s'effectue par un jardin dont l'allée est bordée de statues, l'une d'elles « évoquant l'apparition de la Vierge en 1848 à deux enfants sur la montagne de La Salette ».
Un monument aux morts est érigé en 1924. Décidé par le conseil municipal le 2 février 1920, il est créé par l'architecte Carrier et l'entreprise Coulange, deux entrepreneurs de Vichy.

### Patrimoine fruitier et viticole
Le cépage saint-pierre doré est une variété de raisin blanc, de cuve, originaire de la commune.
La pomme « Figuier » : Présente dans les vieux vergers du Vernet et d'Abrest ; son origine est inconnue. Variété assez vigoureuse et assez fertile. La cueillette est tardive (octobre). Le fruit est moyennement juteux, sans parfum ; la texture est fine, la chair couleur crème, faiblement sucrée et faiblement acide. Cette variété est destinée presque exclusivement à la pâtisserie et peut servir à faire du jus de pomme. Elle a l'avantage d'une très longue durée de conservation (jusqu'au début de l'été suivant). Cette variété de pommier est identifiée et présente au Verger conservatoire du Vernet.

### Personnalités liées à la commune
- Gérard Charasse (1944-2023), homme politique.
- Marcel Guillaumin (1900-1966), écrivain, auteur du Vé Varnet, fondateur de l'Académie du Vernet.
- Gabriel Péronnet (1919-1991), homme politique, né au Vernet.

### Héraldique
| Blason de Le Vernet | Blason  | Écartelé, au 1er d'azur à la tour d'argent ouverte, ajourée et maçonnée de sable, au 2e et 3e de gueules à la grappe de raisin d'or posée en barre, tigée et feuillée de deux pièces du même, au 4e d'azur à saint Georges d'or sur un cheval au naturel, terrassant de sa lance de sable un dragon de sinople langué de gueules, sur le tout d'or au verne arraché au naturel à la filière d'argent, au chef de vair appointé de deux tires. |
| Blason de Le Vernet | Détails | Ce blason, créé par Claude de La Vaissière, a été adopté le 28 avril 2007. |